# Natalie Jane
Natalie Jane (* 25. April 2004 in Woodcliff Lake, New Jersey; bürgerlich Natalie Janowski) ist eine US-amerikanische Popsängerin.

## Leben

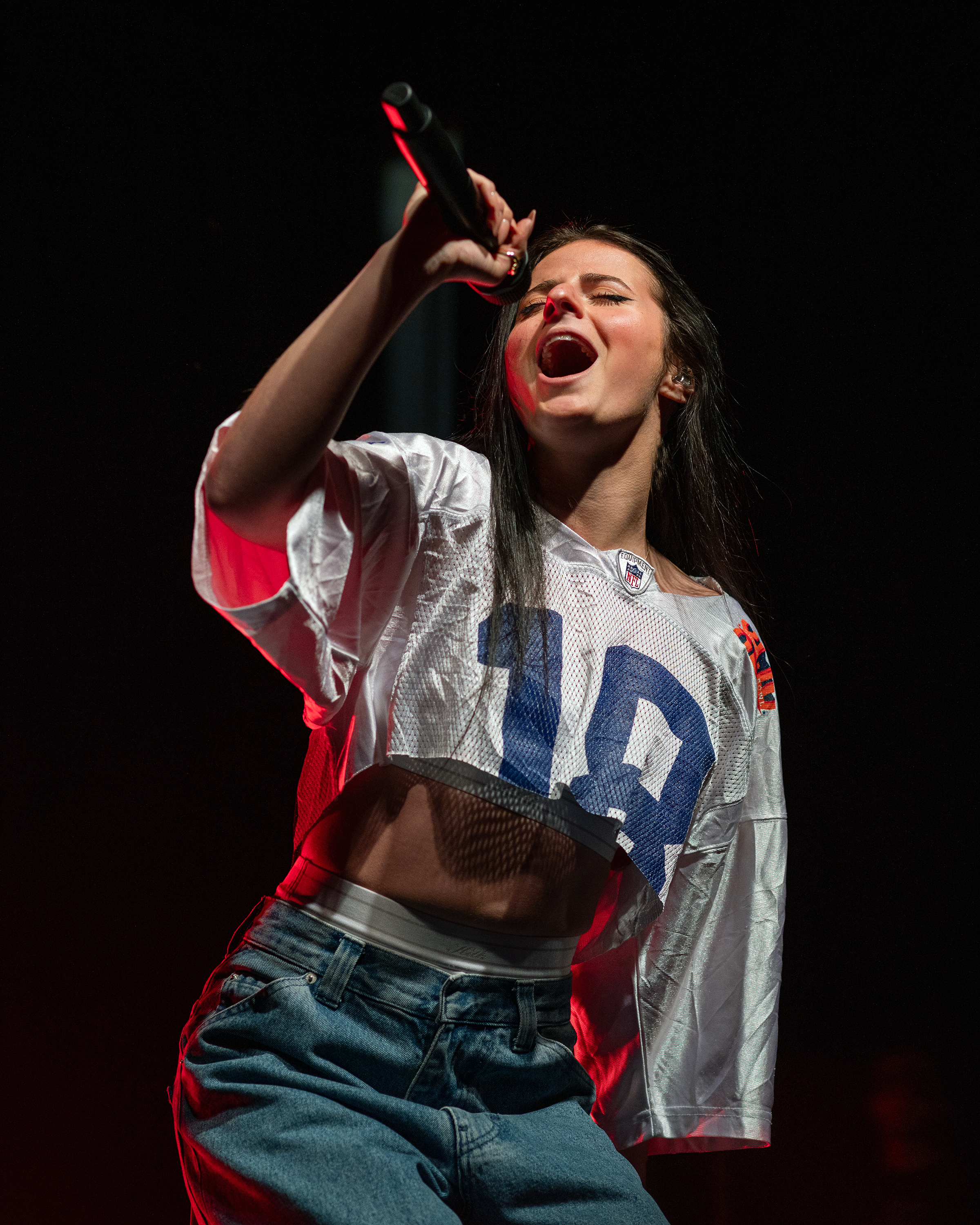
Natalie Jane (2024)

Natalie Jane wuchs in Woodcliff Lake, New Jersey auf. Mit 15 nahm sie an der 18. Staffel von American Idol teil und überzeugte die Jury (Katy Perry, Lionel Richie und Luke Bryan) mit einer Interpretation von Shawn Mendes’ In My Blood. Sie kam in die Showcase Round, wo sie allerdings herausgewählt wurde. Sie begann dann zunächst ihre Musik alleine über TikTok herauszubringen, wo sie etwa 1,7 Millionen Follower erreichte. Anschließend unterschrieb sie bei 10K Projects und Capitol Records, einem Sublabel der Universal Music Group.  Dort erschienen ihre ersten beiden Singles Mentally Cheating und Seven, die mehr als 57 Millionen globale Streams erreichten.
Der Durchbruch gelang ihr mit der Single Ava, die in mehreren Ländern in die Charts kam.
Am 17. November 2023 erschien ihr Debütalbum Where Am I?, das unter anderem die Singles Mentally Cheating, Seven und Ava enthält.

## Diskografie
Singles
- 2021: Plastic Hearts
- 2021: Love Is the Devil
- 2021: Red Flag
- 2022: Kind of Love
- 2022: Bloodline
- 2022: Mentally Cheating
- 2022: Seven
- 2022: AVA
- 2022: Crazy
- 2023: Seeing You With Other Girls
- 2023:  I'm Her
- 2023: Do or Die
- 2023: I‘m good
- 2023: Intrusive Thoughts
- 2023: If you died today
- 2023: Torture
- 2024: Tattoos
- 2024: can i see you tonight?
- 2024: Somebody to someone
- 2024: The Top (Soundtrack from Netflix movie "Uglies")
- 2024: sick to my stomach
- 2024: Christmas aint got nothing on you
- 2024: Yucky
- 2024: June